# Sparse Voxel Octree

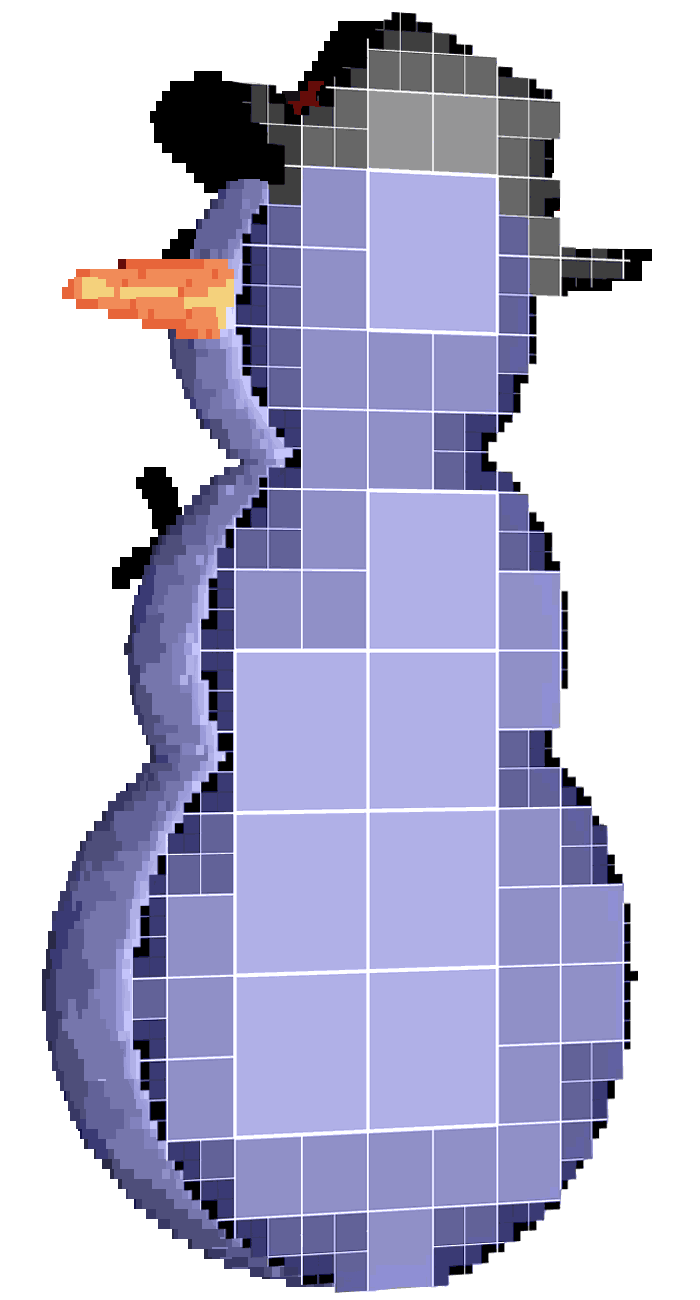
Построение воксельного октодерева

Sparse Voxel Octree (SVO, рус. Разреженное воксельное октодерево) — программная технология, позволяющая делать эффективную детализацию визуализируемых объектов и эффективную обработку облаков точек.
SVO — регулярная иерархическая структура данных, в основе которой лежит регулярная трёхмерная сетка. Первый узел дерева — корень, является кубом, содержащим весь объект целиком. Каждый узел или имеет 8 потомков или не имеет никаких потомков. Эти 8 потомков формируют 2×2×2 регулярных подразбиения родительского узла. Узел с потомками называют внутренним узлом, узел без потомков называют листом. В результате всех подразбиений получается регулярная трёхмерная сетка вокселей, однако, не все воксели содержат части объекта, поэтому в созданном дереве такие воксели не будут содержаться, то есть дерево будет разреженным. Для того, чтобы каждый раз не обрабатывать пустой воксел — вместо сетки используется октодерево, оно также имеет информацию об индексации вокселей и позволяет оптимальным образом находить соседей вокселя и другую информацию.

## Использование
«Sparse Voxel Octree» в качестве структуры данных используется в игровом движке «CryEngine 3» немецкой компании Crytek. В отличие от своего классического назначения, в «CryEngine 3» SVO служит не для хранения вокселей, а для хранения полигонов и «запеченных» геометрии и текстур уровня во время его экспорта. Crytek отдала предпочтение технологии SVO, так как она, в отличие от виртуальных текстур, не требует вычислений на графическом процессоре, обеспечивает автоматическое и корректное создание уровней детализации (LOD), предоставляет возможность создания адаптивных геометрических и текстурных деталей в зависимости от геймплея. Также благодаря SVO очень производить  «стриминг» геометрии и текстур (подгрузку в реальном времени во время работы приложения). Вместе с тем было отмечено большое требование к объёму памяти для SVO. Для ликвидации этого недостатка Crytek использовала агрессивное сжатие текстур и применяла SVO не для всего уровня, а лишь для определённых его частей.
Согласно Crytek, «Sparse Voxel Octree», наряду с «Sparse Surfel Octrees», может стать одной из ключевых технологий хранения и представления данных в компьютерной графике реального времени в будущем. Были выделены её основные преимущества и недостатки.
Преимущества:
- Подходит для альтернативных методов рендеринга;
- Подходит для уникальных геометрии и текстур;
- Реализует схему уровня детализации;
- Подходит для трассировки лучей.

Недостатки:
- Не имеет специализированного аппаратного обеспечения;
- Имеет большие требования к памяти.